# Rage (powieść)
Rage – tytuł powieści Stephena Kinga z 1977. Wydana została pod pseudonimem Richard Bachman. Pierwszy tytuł tej powieści to „Getting it On”. Została ona napisana jeszcze przed sukcesem pierwszej powieści pisarza Carrie, lecz zdecydowano się ją wydać 3 lata później.
Po masakrze uczniów w 1999 w Columbine High School w Jefferson County, w czasie której dwójka uczniów zastrzeliła 15 osób, S. King podjął decyzję o wstrzymaniu dalszej publikacji książki. Zgodnie z jego wolą pozycja ta nie ma być już wznawiana.

## Fabuła
Charles Decker jest uczniem jednej ze szkół. Pewnego dnia przychodzi do szkoły z bronią, zabija dwójkę nauczycieli oraz bierze 24 uczniów jako zakładników. Opowiada przetrzymywanej grupie o swoich problemach i doprowadza do sytuacji, gdy inni także zaczynają się zwierzać ze swoich mrocznych sekretów.